# Juruena
Juruena (portugalsky Rio Juruena) je řeka ve střední části Brazílie. Protéká státem Mato Grosso a na dolním toku tvoří hranici se státem Amazonas. Je levou zdrojnicí řeky Tapajós, jež se zprava vlévá do Amazonky. Je 1 240 km dlouhá.

## Průběh toku
Pramení v horách Chapada dos Parecis a protéká řídce osídlenou Brazilskou pahorkatinou na sever. Vytváří peřeje a vodopády. Nejvýznamnější jsou Perigosa, Recife Grande, Dois Irmaos, São Luis, São João da Barra, Saisal, São Lucas, Santa Ursula, do Inferno, São Florêncio, São Simão, São Lucas. U osady Barra de São Manuel se stéká s řekou São Manuel ou Teles Pires a dál nese jméno Tapajós.

## Vodní režim
Zdrojem vody jsou převážně dešťové srážky. Nejvodnější je v březnu a v dubnu naopak nejméně vody má od srpna do října.